# Обершлеттенбах
Обершлеттенбах (нім. Oberschlettenbach) — громада в Німеччині, розташована в землі Рейнланд-Пфальц. Входить до складу району Південний Вайнштрассе. Складова частина об'єднання громад Бад-Бергцаберн.
Площа — 4,58 км2. Населення становить 143 ос. (станом на 31 грудня 2020).